# Robert LoCascio

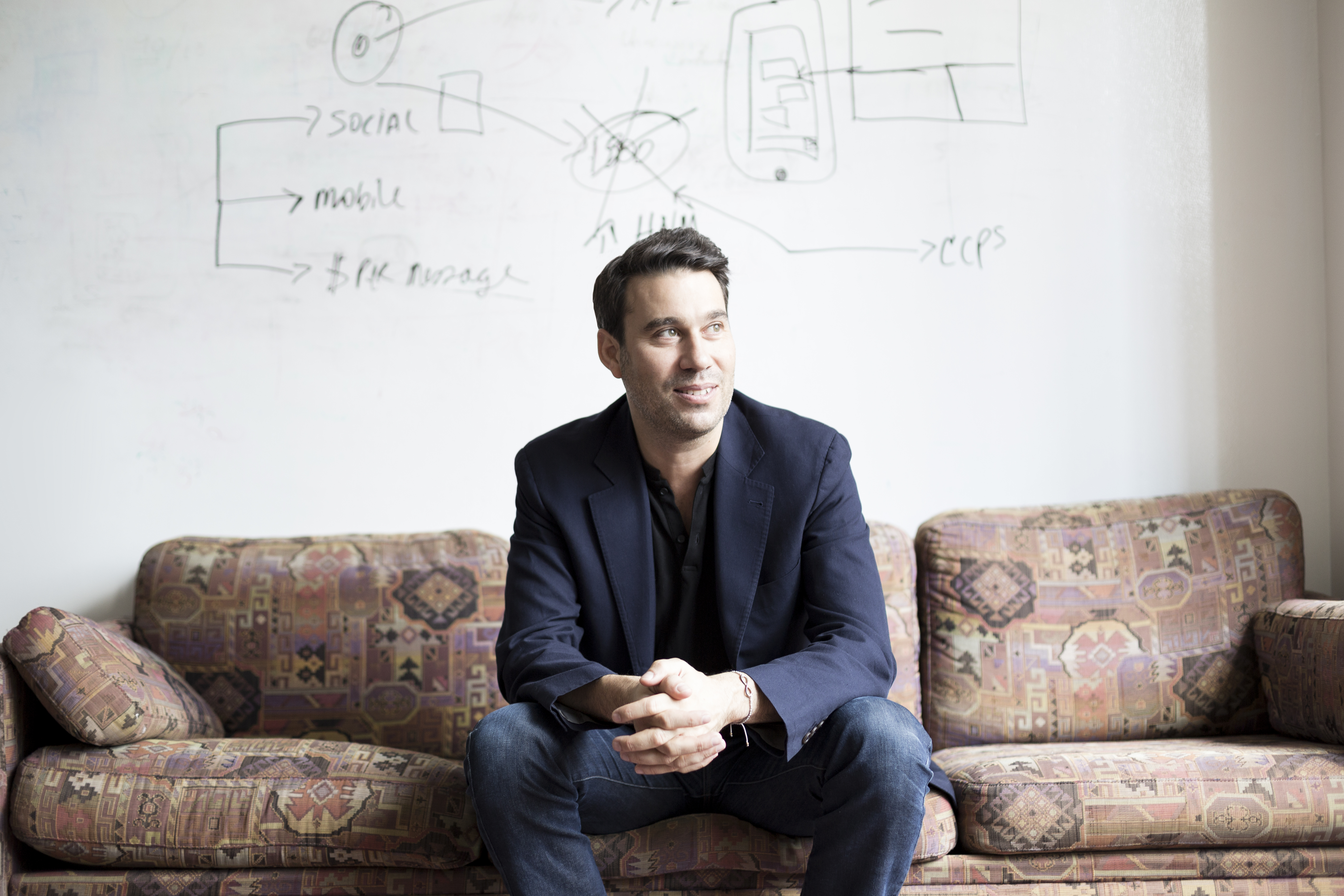
Rob LoCascio

Robert LoCascio (* 15. Mai 1968 in den Vereinigten Staaten) ist ein Journalist und Unternehmer. Er ist Gründer und war von 2015 bis 2023 CEO von LivePerson. Er gilt als Erfinder einer der grundlegenden Technologien für KI-Webchats.

## Leben und Werk
LoCascio studierte an der Loyola University Maryland. Er gründete 1995 LivePerson Inc. als Sybarite Interactive Inc., das eine Community-basierte Web-Software-Plattform namens TOWN entwickelte. 
1997 kaufte er ein Gerät eines Computerherstellers und suchte erfolglos telefonische Hilfe bei dessen Serviceseite und auf dessen Webseite. Daraufhin entschied er, Kundenanfragen zu digitalisieren. Eine Woche bevor die Dotcom-Blase platzte, ging LivePerson im April 2000 an die Börse. Die Aktie stürzte von acht auf einen Dollar. Nach einer Restrukturierung erreichte das Unternehmen im Dezember 2001 die Gewinnschwelle.
2011 wurde LivePerson von Fortune zu einem der 100 am schnellsten wachsenden Unternehmen und von Forbes zu einem der 25 am schnellsten wachsenden Technologieunternehmen ernannt.
2016 führte er das Unternehmen erneut an die Spitze des Conversational Commerce, indem er es Verbrauchern leicht machte, mit Marken über Messaging-Plattformen wie SMS, WhatsApp, Apple Business Chat, Facebook Messenger und sogar Marken-Apps und Websites in Kontakt zu treten. Als Erfinder des Online-Chats für Marken revolutionierte er die Art und Weise, wie Menschen mit Unternehmen auf der ganzen Welt kommunizieren. Er machte 0800-Nummern, lange Wartezeiten und das endlose Durchsuchen von Websites nach Informationen überflüssig. Das Unternehmen erzielte 2016 einen Umsatz von rund 223 Millionen Dollar. 
2018 verwirklichte er seine Vision für KI-gestützte Konversationen und öffnete Marken die Türen, um Nachrichten in großem Umfang zu versenden. 2021 half er bei der Entwicklung innovativer Systeme, die die Bedürfnisse der weltweiten Mitarbeiter von LivePerson unterstützen, und stellt die Abhängigkeit von physischen Büroräumen in Frage.
Am 1. Mai 2024 gründete er ein neues Unternehmen namens Eternos.life. Eternos widmet sich der Entwicklung von KIs, mit denen Menschen ihre Lebensgeschichte bewahren können. Dazu wird eine interaktive KI entwickelt, die neuronale Stimmen nutzt, um Wissen zu teilen und zukünftige Generationen für die Ewigkeit zu begleiten. Bei der Gründung des Unternehmens war Michael Bommer der erste Kunde, ein unheilbar kranker Krebspatient. Viele Nachrichtenagenturen auf der ganzen Welt berichteten darüber, darunter NBC.

## Philanthropie
Er ist Gründungsmitglied von EqualAI, das mit Unternehmen, politischen Entscheidungsträgern und Experten zusammenarbeitet, um Voreingenommenheit in der KI abzubauen. 2001 gründete er die Dream Big Foundation mit ihrem ersten Programm, FeedingNYC, das bedürftigen Familien ein Thanksgiving-Dinner spendet. Sein zweites Programm, die Dream Big Entrepreneurship Initiative, wurde 2014 ins Leben gerufen, um lokale Unternehmer in unterversorgten Gemeinden zu finanzieren, zu betreuen, zu coachen und zu stärken.